# Herbert Stothart
Herbert Pope Stothart (* 11. September 1885 in Milwaukee, Wisconsin; † 1. Februar 1949 in Los Angeles, Kalifornien) war ein US-amerikanischer Komponist.

## Leben
Herbert Stothart hatte deutsche und schottische Wurzeln, zunächst wollte er Geschichtslehrer werden. Während seiner Zeit an der University of Wisconsin komponierte er Musik für Theaterstücke, woraufhin er sich immer mehr der Musik zuwandte. Nach seinem Universitätsabschluss arbeitete er als Komponist im Mittleren Westen, später in New York City. Der bekannte Broadway-Theaterproduzent Arthur Hammerstein verpflichtete ihn als Musikdirektor, wenig später schrieb er bereits Musik für dessen Neffen Oscar Hammerstein. Es entstanden in dieser Zeit zahlreiche Musicals und Revuen mit seiner Musik, unter anderem für Oscar Hammersteins Erfolgsmusical Rose-Marie aus dem Jahr 1924. Stothart arbeitete auch mit anderen Komponisten wie George Gershwin, Franz Lehár und Vincent Youmans (Bambalina). Zudem komponierte Stothart einige Songs, die in den 1920er-Jahren zu Charterfolgen wurden. Sein berühmtestes Lied I Wanna Be Loved by You sang Marilyn Monroe in Billy Wilders Film Manche mögen’s heiß (1959).
Mit Beginn der Tonfilmzeit ging er von New York City nach Hollywood, um Filmmusik zu schreiben. Für die letzten zwanzig Jahre seines Lebens war er fest angestellter Komponist beim Filmstudio Metro-Goldwyn-Mayer (MGM), wo er Musik für zahlreiche Großproduktionen komponierte und zu den erfolgreichsten Komponisten gehörte. Er war insbesondere dafür bekannt, auf Leitmotive bekannter klassischer Komponisten zurückzugreifen. Für seine berühmteste Arbeit zum Filmklassiker Der Zauberer von Oz erhielt er 1940 einen Oscar. Zwischen 1935 und 1945 wurde er zudem elf weitere Male für den Oscar nominiert. In den 1940er-Jahren verantwortete Stothart die Filmmusik bei vielen A-Produktionen des Studios MGM, darunter Stolz und Vorurteil (1940), Mrs. Miniver, Gefundene Jahre (beide 1942), Kleines Mädchen, großes Herz (1944), Das Bildnis des Dorian Gray (1945), Die Wildnis ruft (1946) und Die drei Musketiere (1948).
Stotharts erste Ehefrau Dorothy, mit der er eine Tochter hatte, beging vor den Augen ihres Ehemannes Suizid. In zweiter Ehe war er bis zu seinem Tod mit Mary Wolfe verheiratet, sie hatten zwei Kinder. 1947 überlebte Stothart knapp einen Herzinfarkt und schrieb daraufhin die Komposition Heart Attack: A Symphonic Poem. Zwei Jahre später starb er im Alter von 63 Jahren an Krebs.

## Filmografie (Auswahl)
- 1929: Der Kuss (The Kiss) – Regie: Jacques Feyder
- 1929: Dynamit (Dynamite) – Regie: Cecil B. DeMille
- 1929: Der jüngste Leutnant (Devil-May-Care) – Regie: Sidney Franklin
- 1930: Montana Moon – Regie: Malcolm St. Clair
- 1932: The Son-Daughter – Regie: Clarence Brown
- 1933: Liebeslied der Wüste (The Barbarian) – Regie: Sam Wood
- 1933: Königin Christine (Queen Christina) – Regie: Rouben Mamoulian
- 1934: Tarzans Vergeltung (Tarzan and His Mate) – Regie: Cedric Gibbons
- 1934: Heirate nie beim ersten Mal (Forsaking All Others) – Regie: W. S. Van Dyke
- 1934: Die Schatzinsel (Treasure Island) – Regie: Victor Fleming
- 1934: Schrei der Gehetzten (Viva Villa!) – Regie: Howard Hawks und Jack Conway
- 1934: Die lustige Witwe (The Merry Widow) – Regie: Ernst Lubitsch
- 1934: Der Tyrann (The Barretts of Wimpole Street) – Regie: Sidney Franklin
- 1934: In goldenen Ketten (Chained) – Regie: Clarence Brown
- 1934: Sequoia – Herrin der Wildnis (Sequoia) – Regie: Chester M. Franklin
- 1935: David Copperfield – Regie George Cukor
- 1935: Flucht aus Paris (A Tale of Two Cities) – Regie: Jack Conway
- 1935: Anna Karenina – Regie: Clarence Brown
- 1935: Tolle Marietta (Naughty Marietta) – Regie: W. S. Van Dyke
- 1935: Ah, Wilderness! – Regie: Clarence Brown
- 1935: Das Zeichen des Vampirs (Mark of the Vampire) – Regie: Tod Browning
- 1935: Meuterei auf der Bounty (Mutiny on the Bounty) – Regie: Frank Lloyd
- 1935: Skandal in der Oper (A Night at the Opera) – Regie: Sam Wood
- 1935: Abenteuer im Gelben Meer (China Seas) – Regie: Tay Garnett
- 1936: Kleinstadtmädel (Small Town Girl) – Regie: William A. Wellman
- 1936: The Gorgeous Hussy – Regie: Clarence Brown
- 1936: Seine Sekretärin (Wife vs. Secretary) – Regie: Clarence Brown
- 1936: Romeo und Julia (Romeo and Juliet) – Regie: George Cukor
- 1936: Die Kameliendame (Camille) – Regie: George Cukor
- 1936: Rose-Marie – Regie: W. S. Van Dyke
- 1936: Dünner Mann, 2. Fall (After the Thin Man) – Regie: W. S. Van Dyke
- 1937: Die gute Erde (The Good Earth) – Regie: Sidney Franklin
- 1937: Maria Walewska (Conquest) – Regie: Clarence Brown
- 1937: The Last of Mrs. Cheyney – Regie: Richard Boleslawski
- 1938: Of Human Hearts – Regie: Clarence Brown
- 1938: Marie-Antoinette (Marie Antoinette) – Regie: W. S. Van Dyke
- 1939: Der Zauberer von Oz (The Wizard of Oz) – Regie: Victor Fleming
- 1939: Balalaika – Regie: Reinhold Schünzel
- 1939: Idiot’s Delight – Regie: Clarence Brown
- 1940: Bitter Sweet – Regie: W. S. Van Dyke
- 1940: Susan und der liebe Gott (Susan and God) – Regie: George Cukor
- 1940: Ihr erster Mann (Waterloo Bridge) – Regie: Mervyn LeRoy
- 1940: Nordwest-Passage (Northwest Passage) – Regie: King Vidor
- 1940: Der große Edison (Edison, the Man) – Regie: Clarence Brown
- 1940: Stolz und Vorurteil (Pride and Prejudice) – Regie: Robert Z. Leonard
- 1941: Mädchen im Rampenlicht (Ziegfeld Girl) – Regie: Robert Z. Leonard
- 1941: Das sind Kerle (Men of Boys Town) – Regie: Norman Taurog
- 1941: Komm, bleib bei mir (Come Live with Me) – Regie: Clarence Brown
- 1941: Fluchtweg unbekannt (They Met in Bombay) – Regie: Clarence Brown
- 1942: Mrs. Miniver – Regie: William Wyler
- 1942: Gefundene Jahre (Random Harvest) – Regie: Mervyn LeRoy
- 1942: Tennessee Johnson – Regie: William Dieterle
- 1943: Kampf in den Wolken (A Guy Named Joe) – Regie: Victor Fleming
- 1943: Madame Curie – Regie: Mervyn LeRoy
- 1943: Und das Leben geht weiter (The Human Comedy) – Regie: Clarence Brown
- 1944: Badende Venus (Bathing Beauty) – Regie: George Sidney
- 1944: Dreißig Sekunden über Tokio (Thirty Seconds Over Tokyo) – Regie: Mervyn LeRoy
- 1944: Drachensaat (Dragon Seed) – Regie: Jack Conway, Harold S. Bucquet
- 1944: Kismet – Regie: William Dieterle
- 1944: Kleines Mädchen, großes Herz (National Velvet) – Regie: Clarence Brown
- 1944: Die weißen Klippen (The White Cliffs of Dover) – Regie: Clarence Brown
- 1945: Das Bildnis des Dorian Gray (The Picture of Dorian Gray) – Regie: Albert Lewin
- 1945: Die Entscheidung (The Valley of Decision) – Regie: Tay Garnett
- 1945: Mann ohne Herz (Adventure) – Regie: Victor Fleming
- 1945: Schnellboote vor Bataan (They Were Expendable)
- 1946: Der unbekannte Geliebte (Undercurrent) – Regie: Vincente Minnelli
- 1946: Das Vermächtnis (The Green Years) – Regie: Victor Saville
- 1946: Die Wildnis ruft (The Yearling) – Regie: Clarence Brown
- 1947: Desire Me – Regie: George Cukor, Mervyn LeRoy, Jack Conway, Victor Saville
- 1947: Endlos ist die Prärie (The Sea of Grass) – Regie: Elia Kazan
- 1947: Tanz ohne Ende (The Unfinished Dance) – Regie: Henry Koster
- 1948: Die drei Musketiere (The Three Musketeers) – Regie: George Sidney